# Konardihi
Konardihi é uma vila no distrito de Barddhaman, no estado indiano de Bengala Ocidental.

## Demografia
Segundo o censo de 2001, Konardihi tinha uma população de 8248 habitantes. Os indivíduos do sexo masculino constituem 57% da população e os do sexo feminino 43%. Konardihi tem uma taxa de literacia de 61%, superior à média nacional de 59,5%: a literacia no sexo masculino é de 68% e no sexo feminino é de 50%. Em Konardihi, 11% da população está abaixo dos 6 anos de idade.